# Acronicta laetifica
Acronicta laetifica är en fjärilsart som beskrevs av John Bernhardt Smith 1897. Acronicta laetifica ingår i släktet Acronicta och familjen nattflyn. Inga underarter finns listade i Catalogue of Life.